# 小林正樹
小林正樹（1916年2月24日—1996年10月4日）是一位日本電影導演，出生於北海道，與黑澤明、木下惠介、市川崑並稱為四騎士。

## 生平
就讀早稻田大學文学部哲学科東洋美術專攻，曾師從會津八一。1941年（昭和16年）從早稻田大学畢業，畢業論文題目為「室生寺建立年代の研究」。1996年10月4日，因心肌梗塞於東京都世田谷區自宅中去世。享年80歲。

## 作品
- 1952年：《兒子的青春（日语：息子の青春）》
- 1953年：《真摯（日语：まごころ）》
- 1954年：
  - 《三段愛情（日语：三つの愛）》
  - 《在這個天空的某個地方（日语：この広い空のどこかに）》
- 1955年：《美好歲月（日语：美わしき歳月）》
- 1956年：
  - 《泉（日语：泉）》
  - 《厚壁房間（日语：壁あつき部屋）》
  - 《我要買你（日语：あなた買います）》
- 1957年：《黑河（日语：黒い河）》
- 1959年：
  - 《人間的條件（第一、二部）（日语：人間の條件 (映画)）》－ 威尼斯影展帕西內蒂獎、聖喬治歐獎
  - 《人間的條件（第三、四部）（日语：人間の條件 (映画)）》
- 1961年：《人間的條件（第五、六部）（日语：人間の條件 (映画)）》
- 1962年：
  - 《遺產（日语：からみ合い）》
  - 《切腹（日语：切腹 (映画)）》－ 坎城影展評審團特別獎
- 1965年：《怪談》－坎城影展評審團特別獎、入圍奧斯卡最佳外語片獎
- 1967年：《奪命劍》－ 威尼斯影展費比西國際影評人獎
- 1968年：《日本的青春（日语：どっこいショ）》－ 提名坎城影展金棕櫚獎
- 1971年：《在我冒險的日子（日语：いのちぼうにふろう）》
- 1975年：《化石（日语：四騎の会ドラマシリーズ）》
- 1978年：《燃燒的秋天（日语：燃える秋）》
- 1983年：《東京審判（日语：東京裁判 (映画)）》－ 柏林影展費比西國際影評人獎
- 1985年：《無餐桌之家（日语：食卓のない家）》－ 提名威尼斯影展金獅獎

## 外部連結
- Masaki Kobayashi在互联网电影资料库（IMDb）上的資料（英文）
- 小林正樹 （页面存档备份，存于）